# Finska hokejska reprezentanca
Finska hokejska reprezentanca je ena boljših državnih hokejskih reprezentanc na svetu. Na Olimpijskih igrah je osvojila eno zlato, dve srebrni in štiri bronaste medalje, na Svetovnih prvenstev pa štiri zlate, devet srebrnih in tri bronaste medalje. 

## Znameniti reprezentanti
| - Aarne Honkavaara 1943-1953 - Keijo Kuusela 1938-1959 - Lasse Oksanen 1962-1977 - Esa Peltonen 1965-1982 - Raimo Kilpiö 1956-1967 - Teppo Rastio 1953-1964 - Heino Pulli 1957-1965 - Juhani Tamminen 1969-1982 - Heikki Riihiranta 1967-1983 - Urpo Ylönen 1965-1979 - Unto Wiitala 1946-1956 - Jari Kurri 1979-1998 - Janne Ojanen 1986-2010 - Raimo Helminen 1983-2008 | - Mika Nieminen 1988-2000 - Timo Jutila 1983-1997 - Saku Koivu 1992- - Ville Peltonen 1993-2010 - Jere Lehtinen 1991- - Ari Sulander 1992- - Jarmo Myllys 1986-2001 - Jukka Tammi 1985-1998 - Esa Tikkanen 1985-2000 - Teemu Selänne 1988-2014 - Miikka Kiprusoff 1994- - Olli Jokinen 1996- - Mikko Koivu 2000- - Petteri Nummelin 1990- |

## Selektorji
| - Erkki Saarinen 1939–1941 - Risto Lindroos 1945–1946 - Henry Kvist 1946–1949 - Risto Lindroos 1950–1954 - Aarne Honkavaara 1954–1959 - Joe Wirkkunen 1959–1960 - Derek Holmes 1960–1961 - Joe Wirkkunen 1961–1966 - Augustin Bubník 1966–1969 - Seppo Liitsola 1969–1972 - Len Lunde 1972–1973 - Kalevi Numminen 1973–1974 - Seppo Liitsola 1974–1976 - Lasse Heikkilä 1976–1977 | - Kalevi Numminen 1977–1982 - Alpo Suhonen 1982–1986 - Rauno Korpi 1986–1987 - Pentti Matikainen 1987–1993 - Curt Lindström 1993–1997 - Hannu Aravirta 1997–2003 - Raimo Summanen 2003–2004 - Erkka Westerlund 2004–2007 - Doug Shedden 2007–2008 - Jukka Jalonen 2008–2013 - Erkka Westerlund 2013–2014 - Kari Jalonen 2014–2016 - Lauri Marjamäki 2016–2018 - Jukka Jalonen 2018–danes |